# Picot garser de Perny
El picot garser de Perny (Dryobates pernyii) és una espècie d'ocell de la família dels pícids (Picidae) que habita la selva humida i boscos a les muntanyes de la Xina central i meridional, nord i est de Myanmar i nord-oest del Vietnam.

Sovint considerada coespecífica del picot garser de clatell vermell.